# Rock the House
Rock the House – trzeci singel zespołu Gorillaz. Pochodzi z pierwszego albumu zespołu, Gorillaz, wydanego w 2001 roku.